# Maracas (instrument)
Maracase sunt instrumente muzicale de percuție, din două nuci de cocos cu mâner, umplute cu nisip sau grăunțe mici, care, prin scuturare, produc sunete asemănătoare cu ale castanietelor. Sunt zornăitoare care apar în mai multe genuri de muzică latino și din Caraibe: rumba, cumbia, salsa. 
Interpreții le țin de mânere, de obicei în perechi, și le agită. Cele moderne sunt, de asemenea, realizate din piele, lemn sau plastic.
Fac parte din grupul de instrumente idiofon.

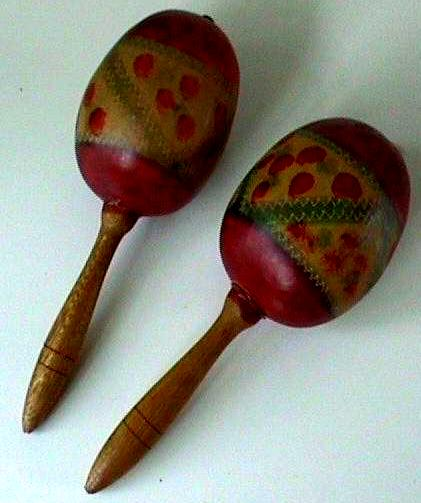
Maracas (instrument muzical)

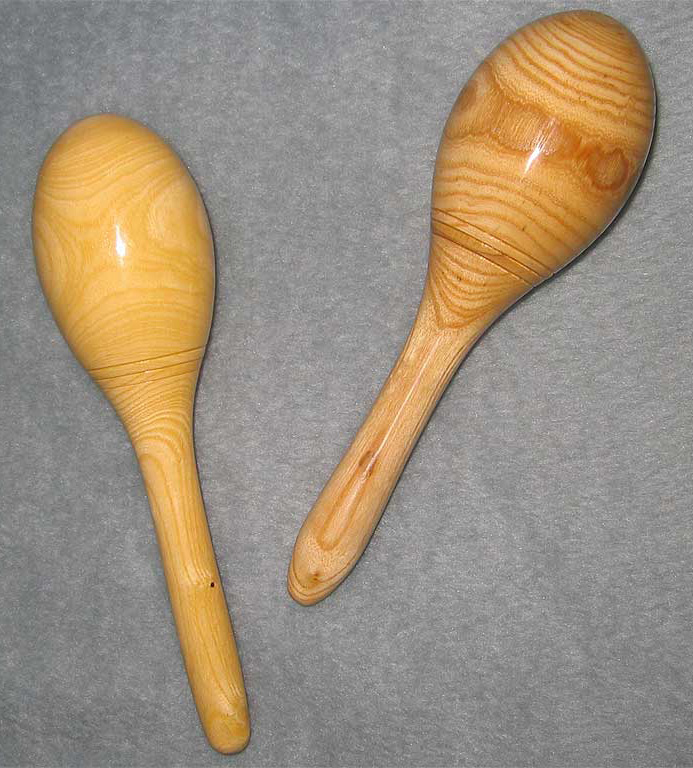
Maracas din lemn